# 渡辺俊介
渡辺 俊介（わたなべ しゅんすけ、本名：渡邊 俊介（読み同じ）、1976年8月27日 - ）は、栃木県下都賀郡都賀町（現：栃木市）出身の元プロ野球選手（投手）。
世界一低いと言われるアンダースローが特徴で、通称は「ミスターサブマリン」。2000年代のNPBを代表するアンダースロー投手として一般に認知されている。
社会人野球の新日本製鐵君津を経て、2001年から2013年までNPBの千葉ロッテマリーンズに所属。2014年・2015年には独立リーグのランカスター・バーンストーマーズやベネズエラのウィンターリーグであるリーガ・ベネソラーナ・デ・ベイスボル・プロフェシオナルでのプレーを経験した。
2015年12月1日からは、新日鐵君津の後継チーム・新日鐵住金かずさマジックにコーチ兼投手として在籍し、2016年からは、同チームで現役生活を続けながら、野球解説者としても活動した。2020年より同チームの監督に就任した。

## 経歴

### プロ入り前
栃木県下都賀郡都賀町出身。6歳から野球を始めたが常に控えで、見かねた父の勧めで3番手投手だった中学時代にアンダースローへ転向。國學院栃木高校では当時別格だったというエースで4番の小関竜也がいたこともあり2番手投手で、高校卒業後は東都大学野球連盟所属の國學院大學へ進学したが、在学中に1部に昇格は出来なかった。3年秋には2部最下位で3部との入替戦（対学習院大）2戦とも中継ぎ登板して、残留した。大学時代に、別の選手を探しに来ていた当時の新日鐵君津監督の應武篤良が初めて生で見たアンダースローの投手の好投を偶然見かけて目に留まる。その後社会人野球の新日鐵君津へ1999年に入社（所属は新日鐵君津厚板工場厚板調整グループ）。應武監督に言わせると「たまたま好調だった登板を見かけた」だけであり、当初の投球は左打者の背中を抜けていくことが幾度も見られるほど制球力が悪かった。“指に引っ掛かり過ぎるリリース”に難点がある、と見抜いた應武監督・投手コーチの久保涼平からカーブを投げることでリリースを改善していく指導を受け、目に見えて制球力が高まった。
2000年に読売ジャイアンツの春季キャンプに参加した際、対面した清原和博に「プロになって対戦するだろう」と予言されている。当時はチーム内で恩田寿之に次ぐ2番手投手だったが、同年夏の第71回都市対抗野球大会の南関東2次予選で恩田がフル回転して本大会の出場権を手にしたものの肩や肘を故障して手術に追い込まれ、本大会では渡辺が先発投手の柱として全4試合に登板して、三菱重工広島、トヨタ自動車、西濃運輸を破り4強入りし、優秀選手賞を獲得。プロアマ混成チームのシドニーオリンピック野球日本代表にも選出され、対イタリア戦では中継ぎで登板し勝利投手になった。対キューバ戦でも中継ぎで登板したが3点本塁打を打たれ敗戦投手となった。秋には日本選手権8強入り、同僚の野田浩輔と共にプロ入りを表明。同年秋のドラフト会議で千葉ロッテマリーンズから4位指名を受け入団。「会社の上司に掛布雅之の大ファンがいたから」という理由から背番号31を着けた。

### ロッテ時代
2001年は即戦力と期待され、4月25日の対オリックス・ブルーウェーブ戦でプロ初登板、初先発をする。9月3日の対福岡ダイエーホークス戦でプロ初勝利・初完封を記録、13試合に登板して防御率2.66、うち6試合に先発して2勝を挙げた。
2002年は8試合で0勝3敗、防御率6点台の成績に終わった。11月に社会人時代の同僚で、2000年の都市対抗でチームのマスコットガールを務めた女性と入籍。
2003年はシーズン初先発となった5月21日の対オリックス戦で4回1/3を投げ8失点（自責点7）と打ち込まれた。試合前に首脳陣から「雨で試合が流れたら次はない」と言われ、本人も「試合に行くのが怖かった」と著書アンダースロー論で語っている。ラストチャンスとして臨んだ同月27日の対オリックス戦で5回2/3を投げ2失点で勝利投手となり、この頃から投球スタイルを変更したこともあって先発ローテーションに定着。対西武戦で12回完投を記録するなど初めて規定投球回数に到達し、9勝を挙げた。
2004年は初の2桁勝利となる12勝を挙げる。シーズン後に東京ドームで行われた日米野球ではデビッド・オルティーズに推定飛距離160mの本塁打を右翼席に打たれた。
2005年3月27日の対楽天戦では1安打1四球で9回を27人2併殺で抑える好投を見せる（当該試合記事参照）。楽天戦最初の勝利投手となり、球団としても最初の勝利球団となった。指名打者制のパ・リーグでは打席に立つ機会がなかったが、同年からセ・パ交流戦が始まり、5月8日の対横浜戦では完封勝利を挙げた一方で、1試合で5打席連続三振の日本タイ記録を作った。交流戦では最終的に12球団1位の防御率1.73という好成績を残した。最終的には15勝4敗と大きく勝ち越して防御率2.17と、チームの31年ぶりの優勝に大きく貢献。

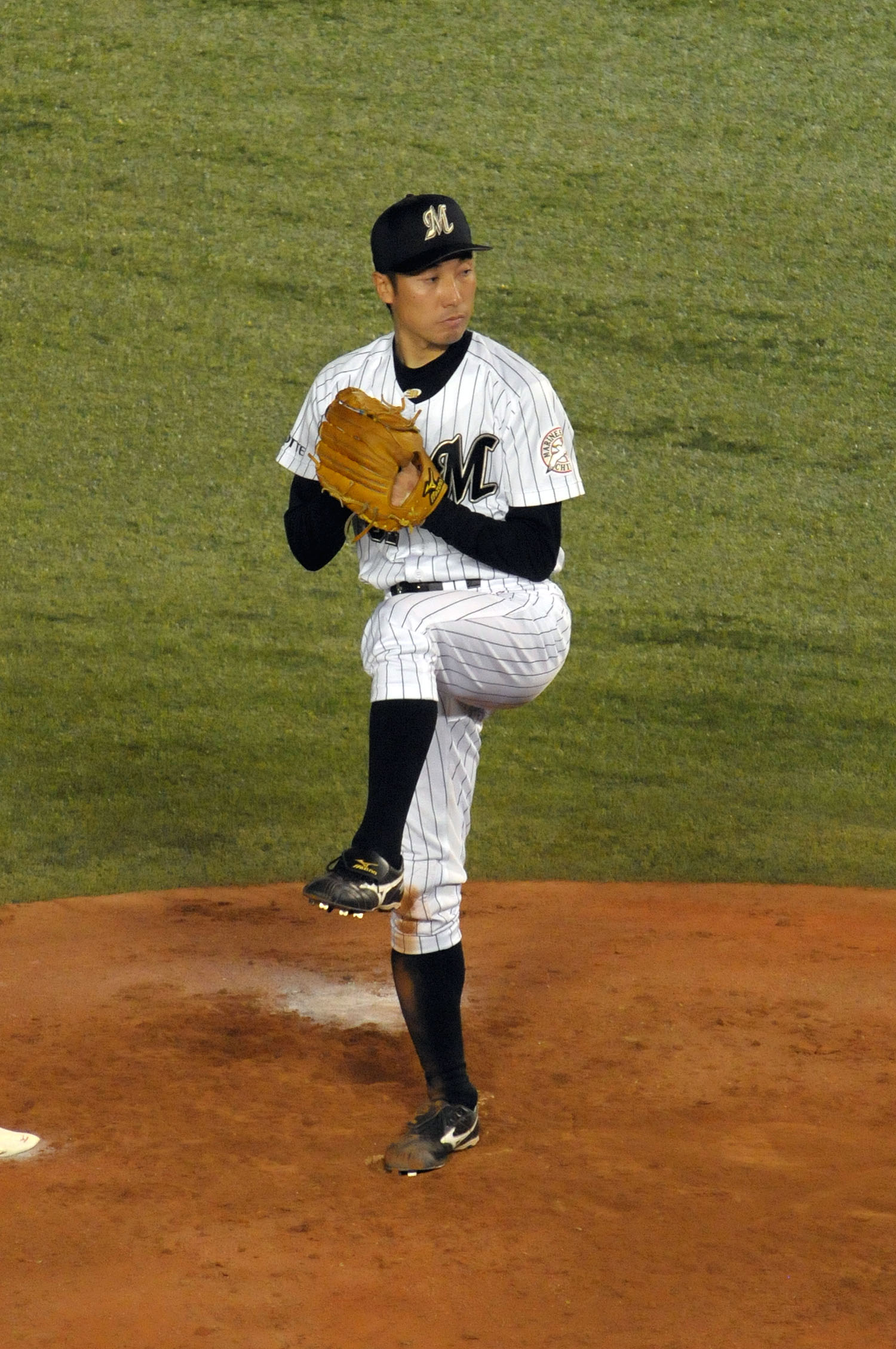
2011年8月6日、QVCマリンフィールドで

阪神タイガースとの日本シリーズでは第2戦に先発し、4安打無四球完封勝利を挙げた。
2006年は開幕前の3月に開催された第1回ワールド・ベースボール・クラシック(WBC)のWBC日本代表に選出された。同大会では韓国戦2試合とキューバ戦に登板した。
シーズンでは4月29日の対楽天戦では6回まで失点・被安打ともに0という快投を続けていたものの、7回先頭の鉄平に2打席連続の死球となる頭部死球を与えてしまい、危険球による退場処分を受けた。頭部死球自体は遅いカーブだったためか、鉄平は至って元気で大事には至らなかった。試合はリリーフ陣が楽天打線を無失点に抑えて完勝し、渡辺は球団初の「被安打0で降板した先発投手」「退場処分を受けながらの当日のヒーロー」という珍記録を樹立した（本人はヒーローインタビューに呼ばれた際、退場処分になったのに受けて良いのか、とチーム側に確認を取ったとのこと）。インタビューでの第一声は「鉄平君、すいませんでした」で笑顔は見られなかった。5月28日の巨人戦ではプロ初安打を放った。しかし、同年は防御率が常に4点台と不安定で3年連続の2桁勝利を逃し、リーグ最多の14与死球と低調な成績に終わった。
2007年は2桁勝利こそ逃したが1試合に中継ぎ登板した以外は全て先発で安定した投球を見せ、特に後半戦は危なげなく好投して防御率2.44を記録した。ソフトバンクとのクライマックスシリーズ第1ステージでは第1戦に先発し、失策絡みで4失点（自責点1）したものの完投勝利した。
2008年は2完封を記録するも、苦しい投球ながら打線の援護で勝つ試合が多かった。最終的には清水直行と並びチーム最多の13勝を挙げ、先発としての役割は果たした。8月18日の対楽天戦では8回まで0点に抑えながら9回に追い上げられ5-2で辛勝。ヒーローインタビューでそのことについて問われ「（1点差であっても）勝てばいいんです!」と返し、ファンからは“それはそうだが”と苦笑が湧いた。
2009年は開幕前の3月に開催された第2回WBCの日本代表に選出され、2大会連続2度目の選出を果たした。同大会では中継ぎとして2試合に登板し、打者8人に対し被安打0、自責点0という投球を披露し、日本の2大会連続2度目の優勝に貢献した。
シーズンでは最後の登板で規定投球回数に到達するものの、2年連続の防御率4点台、3勝13敗と大きく負け越してしまう。クオリティ・スタートは「13」を記録しており、そのうちの11回で勝ち星がつかなかった。規定投球回到達者で勝率2割未満の投手は1988年阪神の野田浩司（野田は3勝13敗、勝率.188は渡辺と同じで防御率3.98）以来21年ぶり。
2010年は3年連続で4点台の防御率を記録するなど先発として苦しいシーズンであったが、クライマックスシリーズ第1ステージではリリーフで3回2/3無失点、第2ステージでは先発で9回途中まで2失点の好投を見せ、日本シリーズ進出の立役者の一人となった。
日本シリーズでは第3戦と第7戦に登板。11月2日の第3戦では中日打線を1失点に抑える完投勝利。打線の援護にも恵まれ、わずか97球でピンチを作らない粘りの投球を見せた。11月7日の第7戦に中4日で先発。本拠地との相性が良い中日から集中猛打に遭い2回4失点と炎上し降板。
2011年は開幕から先発ローテーションで投げ続けるも、打ち込まれる試合が度々あり早期降板が近年より目立った。最終的に規定投球回を達成することができず、2003年から続いていた規定投球回達成は8年連続でストップした。統一球でリーグ平均が1点近く下がった為、防御率こそ例年より良い3.68と持ち直したが、勝ち星は7勝に留まった。また、本拠地QVCマリンフィールドでは防御率2.29（5勝）と安定した投球を見せたものの、ビジター球場では防御率5.50（2勝）と苦戦した。
2012年は4勝しか挙げられず、2013年は2002年以来11年ぶりの未勝利に終わり、若手投手の台頭もありほとんど出番が得られないままシーズンを終えた。オフにメジャー挑戦を表明し、11月4日に自由契約となる。団野村を代理人とした。

### 海外リーグ時代
2013年12月17日にボストン・レッドソックスとマイナー契約を結んだ。
2014年のスプリングトレーニングではメジャー招待選手ではなかったが、4試合に登板できる条項が契約にあり3試合に登板。しかし計3イニングで2失点を喫し、3月29日に解雇された。4月13日に独立リーグ・アトランティックリーグのランカスター・バーンストーマーズと契約し、39試合の登板で8勝2敗、防御率3.36、WHIP1.08の成績を残す。11月15日にベネズエラのウィンターリーグ、リーガ・ベネソラーナ・デ・ベイスボル・プロフェシオナルのレオネス・デル・カラカスとの契約を公表した。6試合に先発し1勝1敗、防御率2.91、WHIP1.09の成績を残し、12月第4週には週間MVPを受賞した。
2015年には、1月21日にランカスターと再契約。シーズン終了後の11月には、韓国プロ野球のハンファ・イーグルスの秋季キャンプで、投手部門のインストラクターを務めた。

### 日本球界復帰後
2015年12月1日付で、新日鐵住金かずさマジックのコーチに就任した。背番号は37。翌2日に開かれた就任会見では、「（コーチとして）育てる選手が十分（な状態）であれば投げない。育成のために必要とされれば投げる」というスタンスで、コーチ兼任での現役続行を表明した。その一方で、「野球人生の最後に（新日鐵君津時代には実現できなかった）都市対抗での優勝を経験したい」として、プロ（NPB）へ復帰する可能性を否定している。
2016年3月12日、第71回JABA東京スポニチ大会予選リーグCブロック・対東京ガス戦の8回に、5番手投手として登板。自身16年ぶりの社会人野球公式戦登板で、1回無失点に抑えた。さらに6月5日の第87回都市対抗野球大会南関東第2代表決定戦・対JFE東日本戦では社会人最長となる6イニングを4安打無失点に抑え、チームを都市対抗出場に導いた。その一方で、NPBのレギュラーシーズン中には、BS12 Twellvで放送する古巣・ロッテの主管試合中継に解説者として出演する。また、同年の学生野球資格回復研修を受講した上で、翌2017年2月7日に日本学生野球協会より学生野球資格回復の適性認定を受けたことにより、学生野球選手への指導が可能となる。
2019年から新日鐵住金かずさマジックのサイトでは「投手」の表記が消え、専任コーチとなる。2020年の1月1日付で同チームの監督に就任した。背番号はプロ時代に自身が着け、前任監督の鈴木秀範も着けていた31を背負う。
2021年の第92回都市対抗野球大会の1回戦（対西濃運輸）に勝利し、監督として全国大会初勝利を挙げた。

## 選手としての特徴

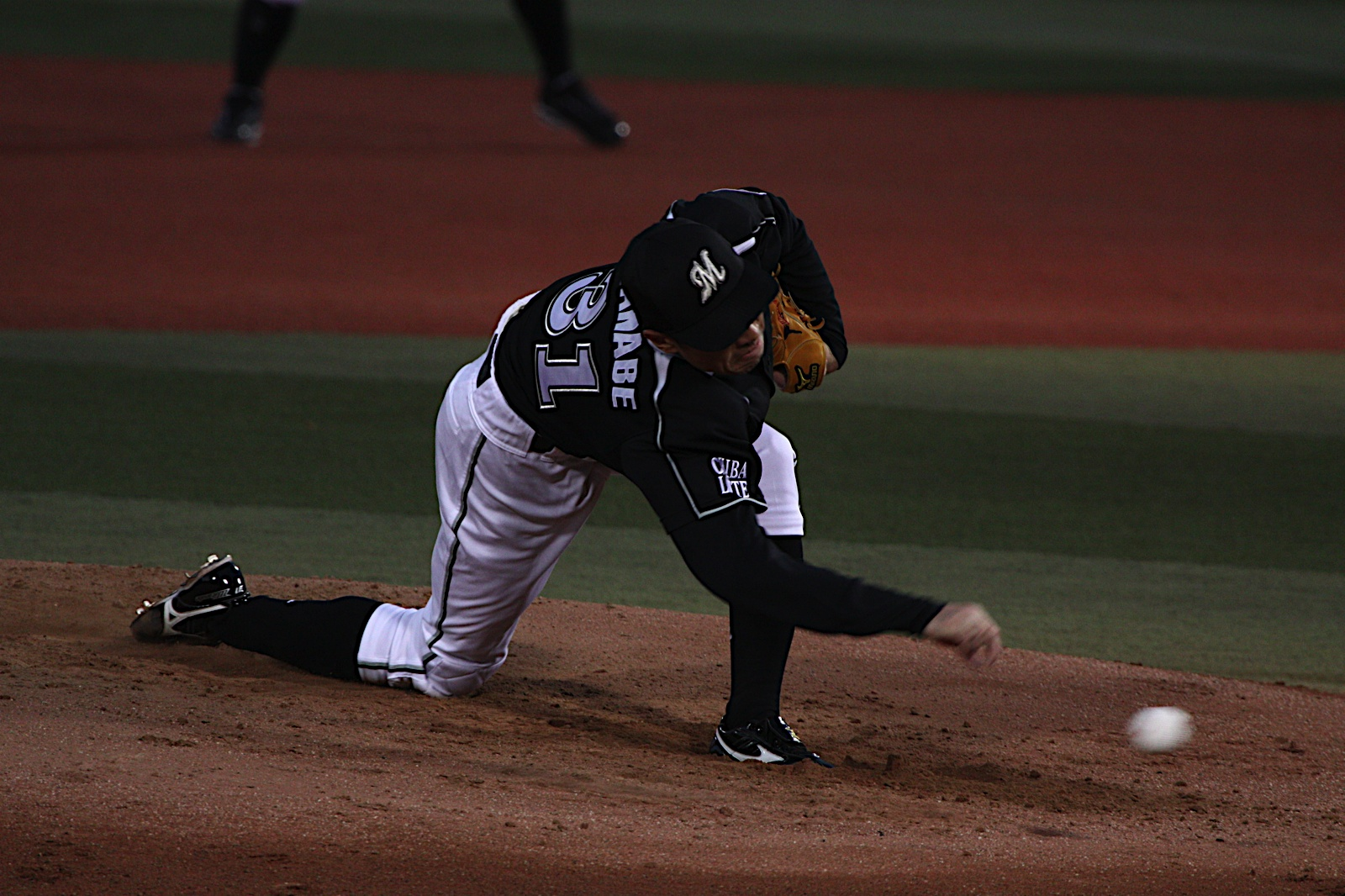
ボールをリリースする様子（2010年5月12日、横浜スタジアム）

プロ野球において希少なアンダースローだが、一般的なアンダースローや打者のミートポイントより更に低く世界一とも言われる地上約3cmの位置でボールをリリースする。打者から見ると他の投手とは投法も球筋も大きく異なり、打撃のタイミングが取りにくく、その特殊さから渡辺を想定した打撃練習を行うことも難しい。
下半身に大きな負担がかかる投法であることから土台となる下半身を重点的に鍛えており、本人曰く「上半身の筋肉はあまり重要ではなく、下から徐々に力を加え腕を鞭のようにしならせながら投げるイメージ」との事。体力を消耗しやすい投法だが豊富なスタミナと奪三振率の高くない打たせて取る投球スタイルのため少ない球数で抑えることが多く完投も多い。本人曰く奪三振が多い時はむしろ調子が良くないとのこと。投球テンポも良く、試合中はポーカーフェイス。
平均球速約120km/h、最速132km/hの速球（ツーシーム系のシンカー、フォーシームジャイロ）と、2種類のツーシームジャイロ（平均球速95km/hの カーブ 、100km/h台の浮き上がるスライダー）、稀にチェンジアップを投げ分け緩急で勝負をする。これについてチームメイトも「魔球です」と答えたことがあり、高めからストライクゾーンへ落とすこともある。
投球動作開始からリリースまでの時間を相手打者からほとんど気付かれずに変化させタイミングを外す技術を持ち、高低、左右を使った投球と比較して『前後』を使った投球としている。プロ入りから2003年シーズン序盤までは球速と奪三振にこだわり、本人も「本気で140km/hを目指していた」が伸び悩み、プロアマ合同のコンベンションに参加した際に黒木知宏と工藤公康が体の開きなどについて話していたのを耳にし、主に体の開き方や重心移動などを変えて球速よりも打ちにくさを追求するスタイルに変えた。セ・パ交流戦で対戦した谷繁元信は「変な言い方ですが、渡辺君は一般的に言う『アンダースロー』じゃありませんよ」とコメントしている
球速に対する考えについては、現役引退後に本人が「プロ入りするために必要なバロメーター」と割り切り、プロ入り後は球速を意識していなかったと語っている。
調子が悪い時などは手をマウンドに擦ることがあり、投球があらぬ方向に暴投してしまったこともある。他の投手よりも体を低くして投球するため投げる際に右足が地面に擦れて出血してしまうことがあり、ユニフォームの膝の部分にはパッドが入っている。
2007年から小宮山悟に教えを乞い、左打者対策として2001年から研究していたチェンジアップを使い始めている。これら変化球は風の無いドーム球場では曲がりが悪く効果が薄いことを3回6失点を喫した2007年6月11日、ナゴヤドームでの対中日ドラゴンズ戦の試合後に中日監督の落合博満から指摘されており、本人もドーム球場は苦手と公言している。
2008年は10年以上研究しているというライズボールを使用することを明言した。「不自然に浮き上がる、打者の感覚を惑わせるのに必要な球」だという。
選手個人としては松中信彦を苦手としており、2005年に4本塁打を打たれた。本人も「松中さんには『ソロホームランならしょうがない。3ランや満塁は論外。他の打者を抑えればいい』という気持ちで対戦しています」と話している。實松一成に対しては2004年に實松の同年唯一の本塁打を打たれたり、別の試合で適時打を打たれるなど苦手としていた。一方で日本ハム在籍時の新庄剛志に対しては生涯対戦で6打数無安打3三振に抑えている。次第に新庄は渡辺の登板試合にスタメンを外れだし、新庄が現役を退いた2006年は対戦していない。チームとしては埼玉西武ライオンズとの相性が良く2008年途中まで7連勝していたが、9月16日に敗北して以降は連敗している。
バッティングを苦手としており、2005年5月交流戦でプロ初打席を迎えたが、その試合5打席5三振のワーストタイ記録を樹立した。2006年と2009年にはいずれも巨人との交流戦でライト前ヒットを放っている。
打線の援護に恵まれない年が多い。得点援護率は2006年パ・リーグでワースト3位の3.52。2007年パ・リーグでワースト6位の3.79。2009年パ・リーグでワースト1位の2.59。

## 人物
日本人の500人に1人しかいない血液型A型のRh-であることが日本赤十字社主催「はたちの献血キャンペーン」にゲストとして招かれた際に判明した。
アマチュア時代の恩人は大学の先輩で同じアンダースローの宮田仁と社会人時代の先輩である恩田寿之だと、事あるごとに公言している。
「ロッテに所属」「アンダースロー」という共通点からドカベンの里中智に例えられることが多く、作者の水島新司も長い間プロ野球を見てきた中で、一番キャラが似合っていると認めている。かつては里中が得意とするスカイフォークの習得に挑戦したこともある。
2006年に雑誌週刊ベースボールにて、コラム「KEEP ON MY PACE」を嶋重宣の「赤GODZILLAの挑戦」と1週ごとの交代で執筆。
ロッテ時代の球団公式サイトの選手紹介ページの特技の欄には柔軟体操と書いてあり、それ故に体が柔らかく故障が少ない。本人曰く唯一の取り柄で、アンダースローに転向した理由の1つでもある。一方、股関節が柔軟過ぎたのが祟って可動域一杯まで動くとブレーキが効かなかったため、2000年代当時としてはあまり一般に周知されていなかったインナーマッスルのトレーニングによって股関節にブレーキを掛ける術を身に付けた。
イニング間のベンチ前での投球練習や、マウンドでの投球練習の1球目はサイドスローで投げることもある。
2008年にドラマ『打撃天使ルリ』に本人役で出演し、20連勝の投手とエース対決となったが勝ち投手となって連勝記録を止めた。
野球で夢が叶うとしたら、1イニング1人の打者を全て初球を打たさせて凡退に打ち取る“27球完全試合”を達成したいと話している。
2009年シーズンオフより、1イニング完投につき1万円（2009年の時点で通算127イニング）を国際連合世界食糧計画WFP協会に寄付する旨発表（ソフトバンクの和田毅が行っているワクチン寄贈に刺激されたという）。
幕張地区を走る幕張本郷駅 - マリンスタジアム直通の京成バス車内の自動放送において、渡辺はゴミ類持ち帰りのアナウンスをしている。
自身の技術向上に熱心かつ謙虚で、2011年の西武とのオープン戦で同じアンダースローのルーキー・牧田和久と投げ合った際には牧田に「チェンジアップを教えて欲しい」と頼んだことがある。
長男・向輝は2022年に東京大学へ入学。野球部に投手として在籍し、2022年5月31日、東京六大学リーグフレッシュトーナメントの対慶應義塾大学戦で4回から3番手として登板した。因みに向輝は例年東大合格者を50人ほど輩出する海城高校出身で、高校3年夏の模試ではE判定だったが、猛勉強の末に秋頃にはB判定が出るようになり、理科二類（その後農学部へ進級）への現役合格を果たした秀才である。元々は上手投げだったが、高校3年次の夏の大会2週間前に右肩を負傷したため、痛みの少ないアンダースローに転向した。父・俊介と同じアンダースローではあるものの、父ではなく、中川颯や牧田和久が参考にされている。向輝は父・俊介からシンカーの使い方についてのアドバイスを受けており、2024年10月13日には対法政大学戦にて9回151球の完投で、2失点ながらチームのサヨナラ勝利により大学初勝利を挙げている。
また、2025年4月5日には日本製鉄君津球場にて、日本製鉄かずさマジック対東京大学のオープン戦が行われ、息子・向輝が東京大学の先発投手として登板し初の親子対決が実現し、4回まで無失点となる5回3失点自責点0に抑えられた 。

## 詳細情報

### 年度別投手成績
| 年 度      | 球 団      | 登 板 | 先 発 | 完 投 | 完 封 | 無 四 球 | 勝 利 | 敗 戦 | セ 丨 ブ | ホ 丨 ル ド | 勝 率 | 打 者 | 投 球 回 | 被 安 打 | 被 本 塁 打 | 与 四 球 | 敬 遠 | 与 死 球 | 奪 三 振 | 暴 投 | ボ 丨 ク | 失 点 | 自 責 点 | 防 御 率 | W H I P |
| ---------- | ---------- | ----- | ----- | ----- | ----- | -------- | ----- | ----- | -------- | ----------- | ----- | ----- | -------- | -------- | ----------- | -------- | ----- | -------- | -------- | ----- | -------- | ----- | -------- | -------- | ------- |
| 2001       | ロッテ     | 13    | 6     | 1     | 1     | 0        | 2     | 2     | 0        | --          | .500  | 211   | 50.2     | 41       | 5           | 23       | 1     | 3        | 31       | 0     | 0        | 18    | 15       | 2.66     | 1.26    |
| 2002       | ロッテ     | 8     | 8     | 0     | 0     | 0        | 0     | 3     | 0        | --          | .000  | 155   | 34.0     | 41       | 6           | 12       | 0     | 6        | 26       | 1     | 0        | 26    | 24       | 6.35     | 1.56    |
| 2003       | ロッテ     | 20    | 18    | 6     | 0     | 0        | 9     | 4     | 0        | --          | .692  | 566   | 140.0    | 114      | 19          | 31       | 1     | 9        | 74       | 0     | 0        | 60    | 57       | 3.66     | 1.04    |
| 2004       | ロッテ     | 23    | 23    | 4     | 0     | 1        | 12    | 6     | 0        | --          | .667  | 637   | 150.1    | 145      | 12          | 42       | 1     | 12       | 101      | 0     | 0        | 66    | 60       | 3.59     | 1.24    |
| 2005       | ロッテ     | 23    | 23    | 8     | 3     | 3        | 15    | 4     | 0        | 0           | .789  | 722   | 187.0    | 152      | 14          | 27       | 1     | 4        | 101      | 0     | 0        | 48    | 45       | 2.17     | 0.96    |
| 2006       | ロッテ     | 23    | 23    | 4     | 0     | 1        | 5     | 11    | 0        | 0           | .313  | 638   | 147.0    | 155      | 12          | 35       | 2     | 14       | 105      | 0     | 0        | 79    | 71       | 4.35     | 1.29    |
| 2007       | ロッテ     | 25    | 24    | 8     | 2     | 1        | 9     | 6     | 0        | 0           | .600  | 707   | 177.0    | 154      | 14          | 34       | 3     | 3        | 93       | 1     | 0        | 57    | 48       | 2.44     | 1.06    |
| 2008       | ロッテ     | 26    | 26    | 3     | 2     | 1        | 13    | 8     | 0        | 0           | .619  | 733   | 172.2    | 195      | 17          | 29       | 4     | 13       | 104      | 1     | 0        | 81    | 80       | 4.17     | 1.30    |
| 2009       | ロッテ     | 25    | 21    | 3     | 0     | 0        | 3     | 13    | 0        | 1           | .188  | 621   | 144.1    | 144      | 9           | 46       | 3     | 13       | 74       | 0     | 1        | 69    | 65       | 4.05     | 1.32    |
| 2010       | ロッテ     | 26    | 25    | 3     | 0     | 0        | 8     | 8     | 0        | 0           | .500  | 651   | 148.1    | 171      | 10          | 45       | 0     | 7        | 63       | 1     | 0        | 77    | 74       | 4.49     | 1.46    |
| 2011       | ロッテ     | 24    | 24    | 1     | 0     | 1        | 7     | 9     | 0        | 0           | .438  | 566   | 132.0    | 139      | 11          | 39       | 0     | 6        | 43       | 1     | 0        | 58    | 54       | 3.68     | 1.35    |
| 2012       | ロッテ     | 13    | 13    | 1     | 0     | 1        | 4     | 4     | 0        | 0           | .500  | 302   | 69.2     | 80       | 7           | 13       | 0     | 2        | 22       | 0     | 0        | 36    | 34       | 4.39     | 1.33    |
| 2013       | ロッテ     | 6     | 6     | 0     | 0     | 0        | 0     | 4     | 0        | 0           | .000  | 125   | 25.1     | 34       | 2           | 9        | 1     | 4        | 9        | 0     | 0        | 19    | 13       | 4.62     | 1.70    |
| 通算：13年 | 通算：13年 | 255   | 240   | 42    | 8     | 9        | 87    | 82    | 0        | 1           | .515  | 6634  | 1578.1   | 1565     | 138         | 385      | 17    | 96       | 846      | 5     | 1        | 694   | 640      | 3.65     | 1.24    |

- 各年度の太字はリーグ最高

### WBCでの投手成績
| 年 度 | 代 表 | 登 板 | 先 発 | 勝 利 | 敗 戦 | セ ｜ ブ | 打 者 | 投 球 回 | 被 安 打 | 被 本 塁 打 | 与 四 球 | 敬 遠 | 与 死 球 | 奪 三 振 | 暴 投 | ボ ｜ ク | 失 点 | 自 責 点 | 防 御 率 |
| ----- | ----- | ----- | ----- | ----- | ----- | -------- | ----- | -------- | -------- | ----------- | -------- | ----- | -------- | -------- | ----- | -------- | ----- | -------- | -------- |
| 2006  | 日本  | 3     | 2     | 0     | 0     | 0        | 55    | 13.2     | 8        | 0           | 2        | 0     | 3        | 6        | 0     | 0        | 4     | 3        | 1.98     |
| 2009  | 日本  | 2     | 0     | 0     | 0     | 0        | 8     | 2.0      | 0        | 0           | 2        | 0     | 0        | 1        | 0     | 0        | 0     | 0        | 0.00     |

### 表彰
- 最優秀バッテリー賞：1回（2005年 捕手：里崎智也）
- 日本シリーズ優秀選手賞：1回（2005年）
- オールスターゲーム優秀選手賞：1回（2004年第1戦）
- 報知プロスポーツ大賞：1回（2005年）
- 栃木県民栄誉賞（2006年）
- 千葉市市民栄誉賞：2回（2006年、2009年）[38]

### 記録
初記録
投手記録
- 初登板・初先発：2001年4月25日、対オリックス・ブルーウェーブ4回戦（グリーンスタジアム神戸）、5回1失点
- 初奪三振：同上、2回裏に塩崎真から
- 初勝利・初完投勝利・初完封勝利：2001年9月3日、対福岡ダイエーホークス25回戦（福岡ドーム）
- 初ホールド：2009年10月6日、対東北楽天ゴールデンイーグルス23回戦（千葉マリンスタジアム）、8回表に2番手で救援登板、1/3回無失点

打撃記録
- 初安打：2006年5月28日、対読売ジャイアンツ3回戦（東京ドーム）、6回表に西村健太朗から右前安打
- 初打点：2012年6月20日、対東京ヤクルトスワローズ4回戦（明治神宮野球場）、6回表に館山昌平から中前適時打

節目の記録
- 1000投球回：2008年7月27日、対福岡ソフトバンクホークス15回戦（福岡Yahoo! JAPANドーム）、8回裏一死目に大村直之を遊直 ※史上313人目
- 1500投球回：2012年5月3日、対オリックス・バファローズ5回戦（京セラドーム大阪）、6回裏二死目に李大浩を中飛 ※史上166人目

その他の記録
- 日本シリーズ初登板初完封：2005年10月23日 ※史上11人目、無四球での達成は史上3人目[39]
- 1試合5三振：2005年5月8日、対横浜ベイスターズ3回戦（横浜スタジアム）※史上12人目（パ・リーグ5人目）
- オールスターゲーム出場：2回（2004年、2005年）

### 背番号
- 31（2001年 - 2013年）

### 登場曲
- 「轍-わだち-」コブクロ
- 「Heroes Live Forever」Vanessa Amorosi
- 「川の流れのように」椿
- 「タマシイレボリューション」Superfly
- 「A Little Less Conversation」Elvis Presley
- 「輝く月のように」Superfly

### 代表歴
- 2000年シドニーオリンピックの野球競技・日本代表
- 2006 ワールド・ベースボール・クラシック日本代表
- 2009 ワールド・ベースボール・クラシック日本代表

## 出演

### テレビドラマ
- 打撃天使ルリ 第3話（2008年8月8日、テレビ朝日） - 本人役

### テレビ番組
- みらいのつくりかた 【野球・渡辺俊介】（2017年9月7日、テレビ東京）

### 広報
- 千葉県警君津警察署・一日署長（2024年12月10日）[40]

## 関連情報

### 著書
- アンダースロー論（光文社新書　ISBN 4-334-03371-7）